# Escolas missionárias

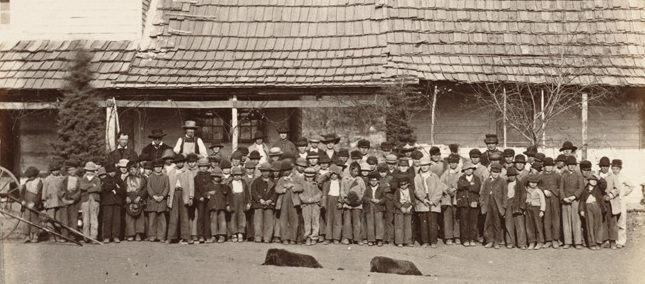
Meninos Potawatomi na Missão de Santa Maria, no Kansas, c. 1867.

Uma escola missionária é uma escola religiosa originalmente desenvolvida e administrada por missionários cristãos. A escola da missão era comumente usada na era colonial para fins de ocidentalização da população local. Podem ser day school s ou  residenciais (como no sistema de escolas residenciais dos índios canadenses).
Escolas missionárias foram estabelecidas na Índia já no século 16. Eles finalmente apareceram em quase todos os continentes e persistiram em algumas regiões até o final do século XX.
Essas escolas costumavam adotar uma abordagem evangélica e "fortemente denominacional" para a educação religiosa, com a intenção de produzir novos professores e líderes religiosos para propagar o cristianismo entre a população local. Eles também forneceram treinamento acadêmico e vocacional , e geralmente desencoraja as práticas tradicionais da população local. As escolas missionárias às vezes eram financiadas pelo governo, por exemplo nos Estados Unidos "quando o Congresso se sentia menos inclinado a fornecer as grandes somas de dinheiro necessárias para estabelecer escolas governamentais" para educar a população Índios americanos.